# Gesundheitskompetenz
Gesundheitskompetenz (englisch: health literacy) ist die Fähigkeit, Gesundheitsinformationen zu finden, zu verstehen, zu beurteilen und anzuwenden, um im Alltag angemessene Entscheidungen zur Gesundheit treffen zu können. Gesundheitskompetenz gehört zur Bildung und umfasst Wissen, Motivation und Handlungskompetenz. Sie wird in den Bereichen der Krankheitsbewältigung, der Prävention und der Gesundheitsförderung für sich selbst, für seine Nächsten und für Menschen, für die man Verantwortung trägt, benötigt. Eine gute Gesundheitskompetenz ermöglicht, die Lebensqualität während des ganzen Lebens zu erhalten oder zu verbessern. Im englischen Sprachraum ist das Konzept unter dem Begriff der Health literacy bekannt.

## Forschungsstand
Eine im Jahr 2016 veröffentlichte repräsentative Studie zeigt: Mehr als die Hälfte, nämlich über 54 Prozent, der Bevölkerung in Deutschland sieht sich im Umgang mit gesundheitsrelevanten Informationen vor erhebliche Probleme gestellt. Nur sieben Prozent haben nach eigenen Angaben keine Schwierigkeiten im Umgang mit Informationen und verfügen über eine sehr gute Gesundheitskompetenz. Bei 38 Prozent lässt sich die Gesundheitskompetenz als ausreichend einstufen. Der Mehrheit der Bevölkerung in Deutschland fällt es also nach eigenen Angaben schwer, gesundheitsrelevante Informationen zu finden, zu verstehen, richtig einzuordnen, zu bewerten und zu nutzen, um beispielsweise bei gesundheitlichen Beeinträchtigungen die passende Hilfe ausfindig zu machen. Das erschwert es ihnen, im Alltag Entscheidungen zu treffen, die für ihre Gesundheit förderlich sind. Kurz: Es mangelt ihnen an ausreichender „Gesundheitskompetenz“.
Eine aktuellere repräsentative Studie aus dem Jahr 2021 zeigt, dass im Jahr 2020 58,8 % der deutschen Bevölkerung eine geringe Gesundheitskompetenz aufweisen. Im Rahmen der Corona-Pandemie in Deutschland hat sich der Anteil der Bevölkerung mit geringer Gesundheitskompetenz auf 55,9 % verringert.

## Folgen geringer Gesundheitskompetenz
Studien zeigen, dass bis zur Hälfte der Patienten nicht in der Lage sind, grundlegende Gesundheitsinformationen zu verstehen und den Behandlungsanweisungen zu folgen. Geringe Gesundheitskompetenz reduziert den Behandlungserfolg und erhöht das Risiko medizinischer Fehler. Laut einem Bericht des Institute of Medicine IOM von 2004 wirkt sich geringe Gesundheitskompetenz negativ auf die Behandlungsergebnisse und die Sicherheit der Versorgung aus. Diese Patienten haben ein höheres Risiko, ins Krankenhaus zu kommen und dort länger bleiben zu müssen. Sie befolgen die Behandlungsanweisungen weniger, machen öfter Fehler bei der Einnahme von Medikamenten und sind stärker krank, wenn sie zum ersten Mal einen Arzt aufzusuchen.

## Möglichkeiten zur Verbesserung der Gesundheitskompetenz
Gesundheitskompetenz muss in verschiedensten Bereichen gefördert werden: im Gesundheitswesen, im Bildungsbereich,
in der Arbeitswelt, in Familie und Freizeit sowie in den Medien und durch Kommunikation. Als Methode eignet sich u. a. die kognitive Aktivierung, die z. B. über emotionale und provokante Fragen eine tiefere, aktive Beschäftigung mit Gesundheitsthemen bewirkt als eine reine Informationspräsentation.

## Gesundheitskompetenz und sozioökonomischer Status
Ein niedriger sozioökonomischer Status steht im Zusammenhang mit einer eingeschränkten Gesundheitskompetenz. Dabei ist Gesundheitskompetenz ein Faktor für sozial bedingte Ungleichheit von Gesundheitschancen.
Siehe auch: sozioökonomischer Status und Gesundheitliche Ungleichheit

## Digitale Gesundheitskompetenz
Digitale Gesundheitskompetenz, auch bekannt als eHealth-Kompetenz, kann definiert werden als „die Fähigkeit, Gesundheitsinformationen aus elektronischen Quellen zu suchen, zu finden, zu verstehen und zu bewerten und das gewonnene Wissen zur Bewältigung oder Lösung eines Gesundheitsproblems anzuwenden“. Gesundheitskompetenz ist ein wichtiges Instrument zur Bewältigung der Flut an Informationen, die über digitale Kommunikationskanäle verfügbar sind. Die digitale Gesundheitskompetenz ist in der deutschen Bevölkerung ungleichmäßig verteilt. Studienergebnisse deuten darauf hin, dass Menschen mit einem niedrigen formalen Bildungsniveau und Menschen mit einem niedrigen sozialen Status von Fördermaßnahmen zur Steigerung digitalen Gesundheitskompetenz profitieren würden, die ihre Kompetenzen in den Bereichen Informationssuche und Informationsbewertung ansprechen.
Dies gilt insbesondere auch für Heranwachsende, durch eine hohe Nutzung digitaler Medien geprägt sind. Eine Untersuchung an Schulen in Hessen zeigte, dass große Teile von Jugendlichen  Schwierigkeiten haben, digitale Gesundheitsinformationen zu suchen und zu finden, sowie ihre Zuverlässigkeit und ihre Bedeutung für die individuelle Situation korrekt einzuschätzen.

## Akteure im deutschsprachigen Raum

### Allianz Gesundheitskompetenz (Schweiz)
Die Allianz Gesundheitskompetenz wurde 2010 von Public Health Schweiz, der Stiftung Gesundheitsförderung Schweiz, der Careum Stiftung, der Verbindung der Schweizer Ärztinnen und Ärzte FMH und Merck Sharp & Dohme (MSD) gegründet. Mitglieder sind unter anderem die Versicherungsgruppe Helsana, die Schweizer Akademie der Wissenschaften, Krebsliga Schweiz, der Schweizerische Apothekerverband pharma Suisse,  das Schweizerische Rote Kreuz, und die Gesundheitsabteilungen der Kantone Basel-Stadt und Zürich sowie der Schweizer Dachverband Lesen und Schreiben. Das Schweizerische Bundesamt für Gesundheit BAG ist Kooperationspartner. Die Institution versteht sich als die führende, nationale Allianz im Bereich Gesundheitskompetenz und als Koordinationsplattform sowie Impulsgeber für entsprechende Initiativen und Projekte auf strategischer, konzeptioneller und operativer Ebene.

### Österreichische Plattform Gesundheitskompetenz
Die Ergebnisse der ersten Österreichischen Gesundheitskompetenzerhebung 2011 waren ausschlaggebend dafür, dass der Stärkung der Gesundheitskompetenz eines der zehn Gesundheitsziele gewidmet und die Einrichtung der Österreichischen Plattform Gesundheitskompetenz ÖPGK als Einrichtung beschlossen wurde. Die ÖPGK ist eine Einrichtung von Gesundheit Österreich, dem nationalen Forschungs- und Planungsinstitut für das Gesundheitswesen.
Die ÖPGK koordiniert, unterstützt und entwickelt die Umsetzung des Gesundheitsziels „Die Gesundheitskompetenz der Bevölkerung stärken“ seit dem Jahr 2015. Zu diesem Zweck übernimmt die ÖPGK folgende Aufgaben:
1. Langfristige Entwicklung und Etablierung der Gesundheitskompetenz in Österreich unterstützen
2. Vernetzung, Zusammenarbeit, Erfahrungsaustausch und gemeinsames Lernen fördern
3. Maßnahmen zwischen Politik- und Gesellschaftsbereichen ermöglichen und abstimmen
4. Gemeinsames Verständnis entwickeln, Wissen verbreiten und Innovation ermöglichen
5. Monitoring und Berichterstattung aufbauen, Transparenz und Qualität entwickeln.

### Allianz für Gesundheitskompetenz (Deutschland)
Zur Stärkung und Förderung der Gesundheitskompetenz in Deutschland etablierte des Bundesministerium für Gesundheit im Jahr 2017 gemeinsam mit 14 Organisationen des Gesundheitswesens eine informelle Allianz für Gesundheitskompetenz. Die Mitglieder verpflichteten sich in einer gemeinsamen Erklärung dazu, neue Projekt für eine bessere Gesundheitskompetenz zu entwickeln. Bis auf die Etablierung des Nationalen Gesundheitsportals Gesund.bund.de seitens des Bundesgesundheitsministeriums fand eine Konkretisierung dieser Absichtserklärung nicht statt.

### Nationaler Aktionsplan Gesundheitskompetenz (Deutschland)
Um die Gesundheitskompetenz in Deutschland nachhaltig zu stärken, ist ein systematisches Vorgehen erforderlich. Lange fehlte jedoch eine umfassende, deutschlandweite Strategie zur Förderung von Gesundheitskompetenz. Nach dem Vorbild anderer Länder wurde deshalb am 19. Februar 2018 auch für Deutschland ein Nationaler Aktionsplan Gesundheitskompetenz vorgelegt. Er geht auf eine zivilgesellschaftliche Initiative der Universität Bielefeld und der Hertie School of Governance zurück und wurde aus Mitteln der Robert Bosch Stiftung finanziert. Der Aktionsplan umfasst 15 konkrete Empfehlungen in vier Handlungsbereichen. Er wurde von einer Gruppe anerkannter Experten entwickelt und mit Repräsentanten aus Politik, Praxis und Gesellschaft konsentiert.

### Deutsches Netzwerk Gesundheitskompetenz
Im Jahr 2019 wurde das Deutsche Netzwerk Gesundheitskompetenz DNGK als gemeinnütziger Verein gegründet. Die Organisation versteht sich als interdisziplinäre wissenschaftliche Fachgesellschaft. Das Netzwerk bewertet und verbreitet Methoden und Konzepte zur Förderung der Gesundheitskompetenz in Forschung, Ausbildung und Praxis.

## Geschichte des Konzepts
Die erste Erwähnung des Begriffs „Health literacy“, findet sich in einer Publikation von 1974. Im Jahr 1978 untersuchten Leonard und Cecile Doak die Lesefähigkeiten der Patienten im Krankenhaus. Die Doaks veröffentlichten 1985 zusammen mit Jane Root das damals wegweisende Buch „Teaching Patients with Low Literacy Skills“ (Patienten mit geringer Lesekompetenz unterweisen).
Diese anfängliche biomedizinische Sichtweise der Gesundheitskompetenz gilt heute als zu kurz gegriffen und überholt; sie war aber in den USA bis in die 1980er und 1990er Jahre dominant: Die Individuen wurden oft dargestellt als an geringer Gesundheitskompetenz leidend, davon ausgehend, dass die Empfänger passiv sind und in der Annahme, dass Gesundheitsinformationen gesellschaftlich neutral und universell einsetzbar sind.
Heute wird Gesundheit im Zusammenhang mit der Umwelt und Kultur gesehen. Wo ein angemessenes Niveau an Gesundheitskompetenz vorhanden ist, das heißt, wo die Bevölkerung über ausreichende Kenntnisse und Fähigkeiten verfügen, und wo die Mitglieder einer Gemeinschaft Vertrauen ihre eigene Gesundheit haben, sind die Menschen besser in der Lage, gesund zu bleiben, sich von Krankheit zu erholen und mit Krankheit oder Behinderung zu leben.
1986 wurde an der ersten internationalen Konferenz zur Gesundheitsförderung in Ottawa die programmatische Ottawa-Charta zur Gesundheitsförderung verabschiedet, die mit den Worten beginnt: „Gesundheitsförderung zielt auf einen Prozess, allen Menschen ein höheres Maß an Selbstbestimmung über ihre Gesundheit zu ermöglichen und sie damit zur Stärkung ihrer Gesundheit zu befähigen.“ Damit ist das umfassende Konzept der Gesundheitskompetenz bereits angedacht.
2000: Gesundheitskompetenz wird als Ziel und Herausforderung für Public Health im 21. Jahrhundert beschrieben. Gesundheitsförderung soll zu Gesundheitskompetenz beitragen, zur sozialen Mobilisierung benachteiligter Gruppen, und diese zu Gesundheit. Dabei werden drei Stufen von Gesundheitskompetenz unterschieden: 1. Grundlegende/funktionelle Gesundheitskompetenz: genügendes sprachliches Verständnis und Lesekompetenz, um im Alltag zurechtzukommen. 2. Kommunikative/interaktive Kompetenz: Bessere kognitive und soziale Fähigkeiten helfen, aktiv an Alltagsaktivitäten teilzunehmen, Informationen zu verstehen und umzusetzen. 3. Kritische Kompetenz: Gesteigerte kognitive und soziale Fähigkeiten ermöglichen die kritische Bewertung von Informationen und ihre Verwendung, sein Leben besser zu kontrollieren.
Das Projekt zur Messung der Gesundheitskompetenz in acht europäischen Länder von 2009 bis 2012 hat gezeigt, dass fast die Hälfte der Erwachsenen in diesen Ländern über unzureichende oder problematische Fähigkeiten im Bereich der Gesundheitskompetenz verfügte. Die Resultate aus Deutschland und Österreich zeigten schlechtere Resultate in Vergleich zum europäischen Durchschnitt. In der Schweiz wurde der Survey im Jahr 2015 nachgeholt. Das Thema wurde 2014/2015 in Österreich und in der Schweiz auf die politische Agenda gesetzt.